# Colonialisme intern
Colonialisme intern és una desigualtat polític i econòmic estructural entre diferents regions d'un mateix estat. El concepte data de l'inici del segle xx.
El 1914 Lenin va donar una conferència a Zuric Guerra i Socialdemocràcia on va dir: «Ucraina és per Rússia, el que Irlanda era per Anglaterra: va ser explotada sense mercè i no ve rebre res en retorn» i preconitzava una secessió per respectar el dret dels pobles. Antonio Gramsci va parlar del colonialisme de la Itàlia del nord sobre el sud. El sociòleg Leo Marquard va ser el primer per utilitzar la paraula «colonialisme intern» el 1957. El 1965 Pablo González Casanova va aplicar la idea al Mèxic, Robert Blauner a la situació de la població afroamericana als guetos dels Estats Units. Segons el sociòleg bolivià Félix Patzi és el procés social segons el qual s'assignen recursos, oportunitats de vida i ciutadania real sota criteris d'exclusió o inclusió anàlegs als de la colònia i, per tant, racials i ètnics. Aquest terme, desenvolupat fou utilitzat també per Robèrt Lafont per a referir-se a la situació econòmica i política d'Occitània durant el segle xx, i el popularitzà al seu llibre Sur la France (traduït en català com Per una teoria de la nació). El 1975 Sergio Salvi va publicar el seu llibre, del qual el títol, traduït seria Les nacions prohibits: guida de les deu colònies «internes» de l'Europa occidental, entre els quals comptava Escòcia, Catalunya, Bretanya i Occitània.
El colonialisme intern es caracteritza pels següents trets:
- Despossessió industrial, bloqueig colonitzador, destrucció del capitalisme regional i proletarització de les regions.
- Primacia de les indústries extractives sobre les de transformació
- Despossessió del terreny agrícola
- Despossessió dels circuits de distribució, tret que intervingui en els estatals i internacionals
- Despossessió dels recursos turístics
- Crisi demogràfica

Aquesta tesi fou acceptada per altres nacionalistes perifèrics francesos, i radicalitzada per partits com la Unió Democràtica de Bretanya i l'Esquerra Catalana dels Treballadors. Nacionalistes corsos i sards adaptaren el seu discurs a les tesis de Lafont, i el terme es va popularitzar entre diversos nacionalismes perifèrics d'arreu d'Europa. Darrerament, però, el terme es fa servir per a la situació dels diversos pobles indígenes (sobretot amerindis sud-americans) que veuen com la seva terra és explotada pels seus estats i els tracta com a subjectes d'una colònia.